# حي دمشق (طرابلس)
حي دمشق في مدينة طرابلس، ليبيا. هو احد الأحياء السكنية لمدينة طرابلس ، ويقع في منطقة الهضبة الخضراء ، في الجزء الشمالي منها.
يحدُّه من الشمال قصور الضيافة ، ومن الجنوب وادي المجينين وحي الكيزة ، اما من الغرب فتحده طريق الهضبة الخضراء.
يوجد به مسجدان ، هما مسجد العباس ، ومسجد حي دمشق
يوجد به مسجدان ، هما مسجد العباس ومسجد حي دمشق ، ويوجد بجواره مستشفى الهضبة الخضراء العام.
يعتبر حي دمشق من الأحياء القديمة في مدينة طرابلس ، وهذا ملاحظ من تصاميم كثير من مبانيه وقِدمها ، إلا انه في السنوات الأخيرة بدا هناك نشاط ملحوظ في ترميم المباني وإعادة بنائها بتصاميم حديثة.
احد اهم من عيوب الحي شوارعه الضيقة
يعتبمن الأحياء القديمة في مدينة طرابلس ،  وهذا ملاحظ من من المساكن .وتم تسميتها من قبل الحاج احمد محمد الزعلوك